# Journal of Cutaneous Pathology
Das Journal of Cutaneous Pathology, abgekürzt J. Cutan. Pathol., ist eine wissenschaftliche Fachzeitschrift, die vom Wiley-Blackwell-Verlag im Auftrag der American Society of Dermatopathology veröffentlicht wird. Die Zeitschrift erscheint mit zehn Ausgaben im Jahr. Es werden Arbeiten veröffentlicht, die sich mit der Anwendung der Dermatopathologie in der Diagnose von Hauterkrankungen beschäftigen.
Der Impact Factor lag im Jahr 2014 bei 1,582. Nach der Statistik des ISI Web of Knowledge wird das Journal mit diesem Impact Factor in der Kategorie Dermatologie an 30. Stelle von 63 Zeitschriften und in der Kategorie Pathologie an 50. Stelle von 76 Zeitschriften geführt.